# 伊頓百貨

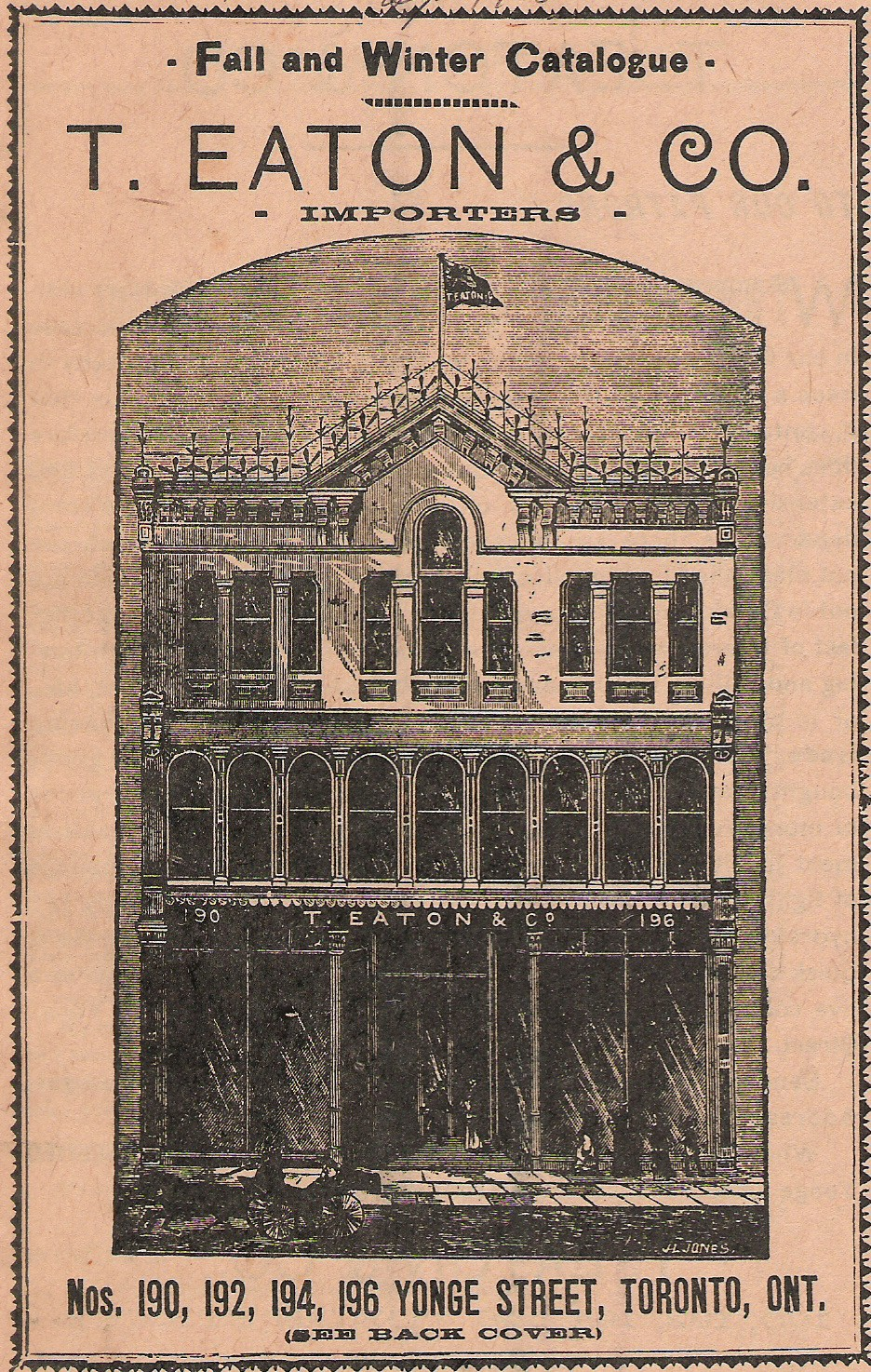
伊頓百貨首份郵購目錄於1884年印刷，封面為當時的多倫多總店外貌

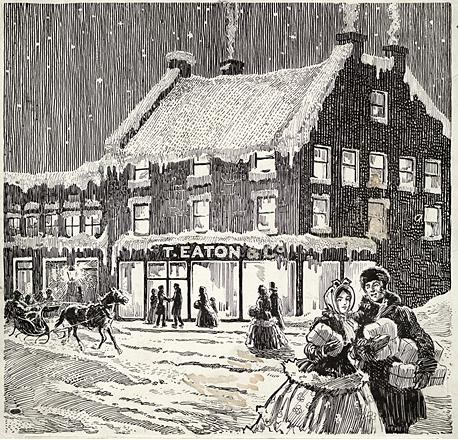
伊頓乾貨店1869年一景

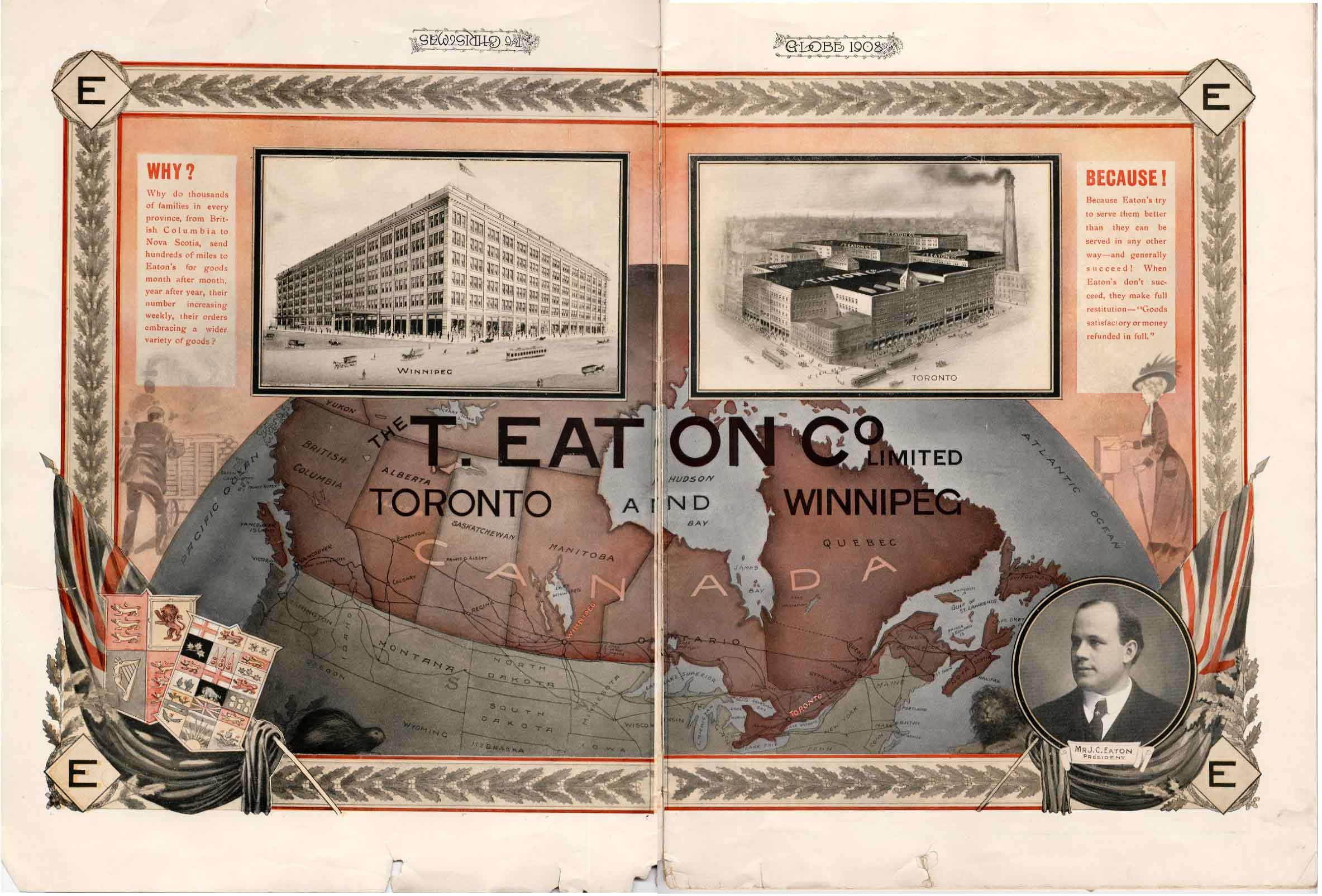
伊頓1908年廣告，圖左為溫尼伯分店，圖右為多倫多總店

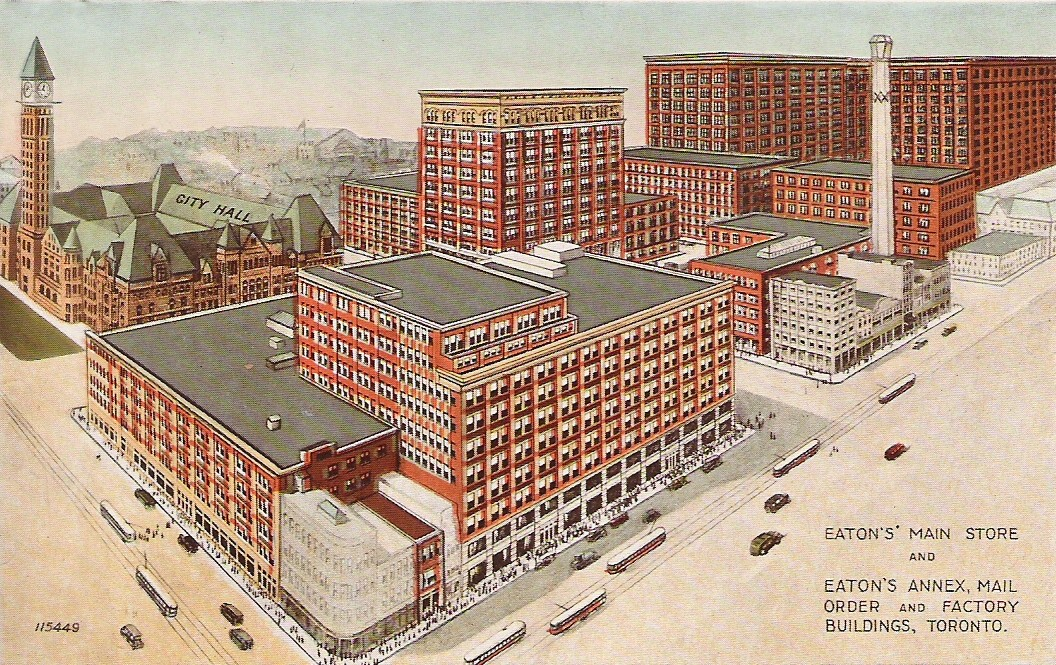
伊頓位於多倫多市中心建築群明信片（約於1923年印製）

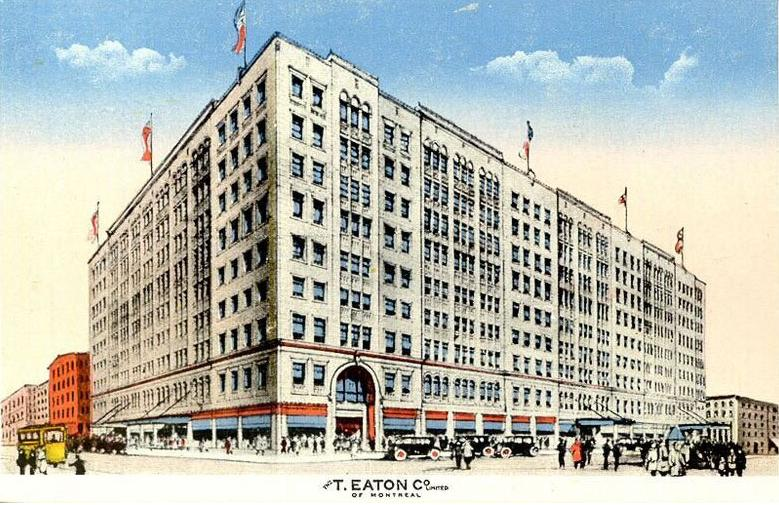
伊頓蒙特婁分店明信片（約於1927年印製）

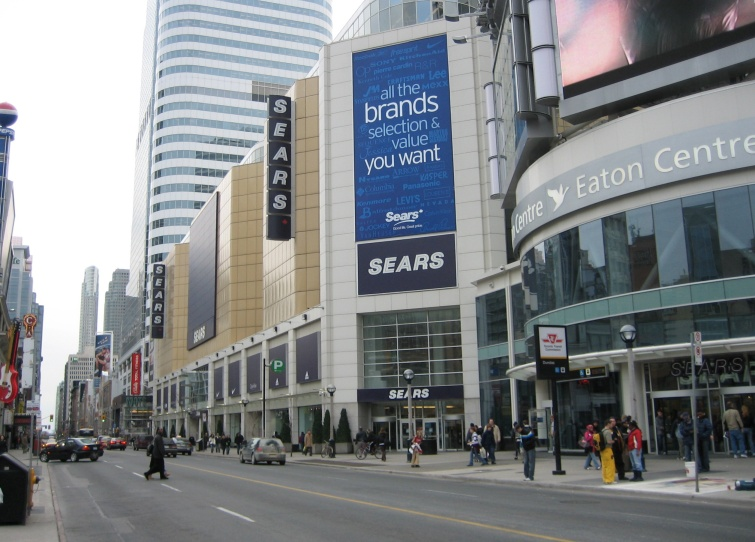
多倫多伊頓中心的西爾斯百貨門市過去曾是伊頓百貨旗艦店所在

伊頓百貨（英語：Eaton's）是加拿大一家已結業的連鎖百貨公司。伊頓於1869年由愛爾蘭裔移民蒂莫西·伊頓在多倫多創辦，由一家小商店演變成加拿大國内家傳戶曉的老店，分店遍佈全國，曾經是國内規模最大的零售商及全國第三大僱主。伊頓以優秀的顧客服務見稱，其郵購服務也曾經廣受歡迎。然而，時移世易，伊頓於20世紀末葉面對日漸艱鉅的經營環境，終於在1999年結業。公司資產由西爾斯百貨（Sears）收購，當中七家門市繼續以伊頓之名營運至2002年改稱西爾斯為止。

## 歷史

### 早期發展
蒂莫西·伊頓（Timothy Eaton）於1854年從愛爾蘭移居加拿大，並於1856年在安大略省聖瑪利斯鎮開設一家小商店。1869年他出售該店並遷居多倫多，在該市央街夾皇后街處開設一家乾貨店。鋪面面積只有24尺乘60尺，而且與當年最旺盛的商業街皇帝街還有好一段距離。該店生意還是逐漸興旺起來，而原本的鋪位亦漸見不敷應用，伊頓遂於1883年將商店遷往十字路口對面另一個更大的鋪位。伊頓在加拿大國内首創不二價、送貨和退貨服務等零售經營手法，並於1884年成為國内首家發行郵購目錄的商戶。伊頓的樓面面積於1886年擴充至超過5萬平方尺，商品部門增至35個，僱員人數增至300人。到了1889年，伊頓的年度營業額已上升至100萬加元。
到了1896年，伊頓僱用了2475名員工，總零售面積逾32萬平方尺，並於倫敦和巴黎設有採購部門，成為加拿大規模最大的零售商。到了1900年，伊頓的年度營業額已超越紐約的布魯明黛百貨公司和倫敦的哈洛德百貨公司，並逼近梅西百貨公司。伊頓又從1905年起每年舉辦戶外聖誕老人巡遊，成為數代多倫多市民的集體回憶。
伊頓的鋪位不斷擴展，而數座用作容納郵購部門和貨倉的新大樓亦陸續落成。到了1904年，伊頓每年印刷的郵購目錄達致130萬本，更接獲來自墨西哥、歐洲和亞洲的訂單。及至1911年，伊頓多個部門的員工總數達17500人，而及至1919年公司金禧紀念時，伊頓在多倫多市中心多座大樓的總樓面面積已超過60英畝（24萬平方米），盤踞皇后西街以北介乎央街和卑街之間的地段，年度營業額則超過1億2300萬元，遠超梅西百貨。

### 擴張
20世紀初葉，伊頓在加拿大西部的業務主要透過郵購服務進行。當年溫尼伯經濟增長迅速，並且是通往加拿大西部的主要門戶，因此伊頓也考慮過在該市興建一座貨倉來服務加拿大西部的郵購顧客。然而，蒂莫西·伊頓認為從多倫多控制一間位於2100公里以外的分店有所困難，因此除貨倉外沒有計劃在溫尼伯增設分店。
蒂莫西的兒子約翰·克萊格·伊頓（John Craig Eaton）後來卻成功説服老伊頓改變初衷。公司遂於溫尼伯市中心購入地段興建分店及貨倉，而樓高五層的新店於1905年7月15日開幕。新店的生意十分理想，而員工人數更在開張後短短數週由750人增至1200人。大樓於1910年增建三層，而及至1919年，伊頓溫尼伯分部的總樓面面積達21英畝（8萬5千平方米），員工數目達8000人。
蒂莫西·伊頓於1907年去世，其總裁職位由兒子約翰·克萊格·伊頓接任。在約翰的領導下，公司的業績持續理想，並於1925年購入蒙特婁的古德溫百貨公司（Goodwin's）。樓高六層的蒙特婁分店於1927年開張，並於1930年增建至九層。集團亦陸續於國内其他城市增設分店，總僱員數目從1924年的17827人上升至1930年的26700人，並於第二次世界大戰後成為全國第三大僱主。在經濟大蕭條前夕，伊頓在全國擁有47家門市及100家郵購服務中心。集團亦從1909年和1925年起分別在溫尼伯和蒙特婁舉行聖誕老人巡遊。伊頓再於1948年透過收購史賓沙百貨（Spencer's）進軍卑詩省。
集團於1970年代拆卸位於多倫多市中心的總店及其他相連建築物，並重建成新的多倫多伊頓中心商場。伊頓中心於1977年開幕，南起皇后西街，北至登打士西街，而樓高九層的伊頓新總店則置於商場北端。

### 衰落
如北美其他百貨公司般，伊頓後來所遇的困境早在1930年代已有跡可尋。連鎖專門店和超級市場在那個年代興起，其運作成本遠較百貨公司為低，其貨品售價亦因此較百貨公司的價格低廉，為大型百貨公司帶來競爭。為了抗衡來自廉價折扣店的競爭，伊頓於1972年創立自家的廉價折扣店，但不足數年便已倒閉。
此外，北美過去數十年的市區延伸現象並未為伊頓帶來好處。伊頓等百貨公司過去一直穩佔城市中心的零售市場，但隨著有軌電車、地鐵和巴士等公共交通工具相繼投入服務，大批市民陸續遷至市郊，遠離百貨公司的傳統作業範圍。這種情況在私家車普及後尤以為甚，更令百貨公司的零售市場佔有率逐步讓予超級市場、廉價折扣店及新興的購物中心。與此同時，伊頓的傳統競爭對手辛普森百貨（Simpson's）從1952年起與美國西爾斯百貨合作，在加拿大國内的市郊衛星城鎮開設一系列辛普森－西爾斯百貨公司分店。伊頓沒有立刻跟隨辛普森－西爾斯大舉進駐市郊，令後者在市郊的市場佔有率得以鞏固。到了1976年，辛普森－西爾斯的年度營業額已經與伊頓看齊。
伊頓雖然逐步在市郊購物中心開設分店，但這些分店亦只是購物中心云云商戶其中之一，並沒有以往在市中心般的壟斷優勢。到了1994年，沃爾瑪進軍加拿大，而以該公司為表表者的所謂“大盒子商戶”越來越受顧客歡迎，令伊頓的處境更見堪虞。
另一方面，伊頓於1976年宣佈終止旗下的郵購服務。由於郵購目錄中不少貨品並未於門市發售，有意購買這些貨品的顧客只好光顧其他商戶。公司又於1983年宣佈取消年度多倫多聖誕老人巡遊，卻招來各界的批評。上述兩項舉動雖然為集團節省開支，卻同時沖淡加國民眾對伊頓集團的情意結。

### 破產
從1991年至1996年間，伊頓的營業額每年下跌約5億元，到1996年錄得約1億2000萬元的稅前虧損，更於1997年2月27日申請破產保護。債權人於1997年9月通過伊頓的重組方案，讓公司退出破產保護。伊頓於1998年6月10日首次上市集資，以每股15元發行1170萬份普通股，並於同月30日裁員600人。伊頓於1999年6月宣佈關閉五間分店並遣散400名員工，令分店數目降至59間。公司於同年8月20日再度申請破產保護，同月24日進行另一輪裁員行動，其股票同日在多倫多證券交易所停牌，公司並從翌日開始進行清盤大特賣。
1999年9月20日，加拿大西爾斯公司宣佈斥資5000萬元收購伊頓百貨的資產，交易於同年12月30日完成。西爾斯關閉了部分伊頓分店，另一批分店則改以西爾斯名義繼續經營，而七家位於大城市中心區和高檔商場的伊頓分店則進行重修，並於2000年11月25日以伊頓之名重開，但商標則改為全小楷並省去撇號的。改頭換面的伊頓分店業績仍然欠佳，而西爾斯則於2002年2月18日宣佈放棄伊頓品牌，並將該七家分店改以西爾斯名義繼續營運，伊頓的歷史亦正式告終。

## 外部連結
- CBC Digital Archives - Eaton's: A Canadian Institution （页面存档备份，存于）
- Archives of Ontario - T. Eaton Co. Records
- Archives of Ontario Remembers An Eaton Christmas
- Timothy Eaton
- Canadian Museum of Civilization - Before E-Commerce: A History of Canadian Mail-Order Catalogues （页面存档备份，存于）
- Calgary Public Library -- The Calgary Eaton's Store